# Назаров, Юрий Васильевич
Юрий Васильевич Назаров (род. 27 ноября 1941, Фёдоровка, Костанайская область) — передовик советского сельского хозяйства, механизатор совхоза имени 60-летия СССР Фёдоровского района Кустанайской области, полный кавалер Ордена Трудовой Славы (1991).

## Биография
Родился 27 ноября 1941 года в селе Фёдоровка, ныне Фёдоровского района Костанайской области республики Казахстан. Завершив обучение в семи классах сельской школы трудоустроился в колхоз. В апреле 1958 года завершил обучение на трёхмесячных курсах трактористов. Стал работать трактористом отделения № 3 местного совхоза «Фёдоровский» (центральная усадьба — село Чистый Чандак Камышинского сельсовета). С 1961 по 1965 годы служил в рядах Советской Армии, в Узбекистане. Демобилизовавшись, вернулся домой, где продолжил работу трактористом-механизатором в отделении № 2 совхоза «Фёдоровский».
Указом Президиума Верховного Совета СССР от 24 декабря 1976 года был награждён орденом Трудовой Славы III степени.
Указом Президиума Верховного Совета СССР от 19 февраля 1981 года был награждён орденом Трудовой Славы II степени.
Указом Президиума Верховного Совета СССР от 23 апреля 1991 года за успехи, достигнутые в увеличении производства и продажи государству продукции растениеводства был награждён орденом Трудовой Славы I степени. Стал полным кавалером Ордена Трудовой Славы.
В августе 2001 года переехал в Россию, в посёлок Чапаевский Красноармейского района Самарской области. Оказывал помощь в организации крестьянско-фермерского хозяйства Минко А. И., работал в этом хозяйстве до выхода на пенсию.
В настоящее время находится на заслуженном отдыхе. Проживает в посёлке Чапаевский Самарской области.
С супругой Антониной Ивановной воспитали двоих сыновей Владислава, Андрея и дочь Альбину. 

## Награды и звания
- Орден Трудовой Славы — I степени (23.04.1991);
- Орден Трудовой Славы — II степени (19.02.1981);
- Орден Трудовой Славы — III степени (24.12.1976).